# 趙国釣
趙国釣（ちょう こくちょう）は中華人民共和国の軍人。中国人民解放軍海軍中将。海軍東海艦隊司令員兼南京軍区副司令員。

## 略歴
2001年、海軍中将に昇進。海軍副参謀長を経て、南京軍区副司令員兼東海艦隊司令員に任命。
| スタブアイコン | サブスタブ | この項目は、まだ閲覧者の調べものの参照としては役立たない、人物に関連した書きかけの項目です。この項目を加筆・訂正などしてくださる協力者を求めています（P:人物伝/PJ:人物伝）。 |